# Cornelio Reyes
Cornelio Reyes Reyes (Ginebra, 1925-Bogotá, 17 de abril de 1996) fue un abogado, periodista y político colombiano, que se desempeñó como Ministro de Agricultura, de Gobierno y de Comunicaciones de Colombia.

## Biografía
Nació en Ginebra, Valle del Cauca, en enero de 1925, en el seno de una familia de campesinos conservadores. Estudió y se graduó de Derecho en la Universidad Externado de Colombia, en Cali.
Afiliado al Partido Conservador, comenzó su carrera política en Tuluá, al oriente de Valle del Cauca, para después, en 1960, convertirse en Representante a la Cámara por Valle del Cauca, y luego dar el salto al Senado, organización que presidió en 1969, ocupando un escaño en el Congreso por 20 años. Durante el Gobierno de Guillermo León Valencia se desempeñó como Ministro de Agricultura, entre 1962 y 1963, puesto desde el cual promovió la reforma agraria, y como Ministro de Comunicaciones, entre 1964 y 1965. Durante la administración del liberal Alfonso López Michelsen se desempeñó como Ministro de Gobierno entre 1974 y 1976; en este cargo se enfrentó al agitado clima social que vivía el país en ese entonces.
En las elecciones legislativas de diciembre de 1990 fue elegido diputado a la Asamblea Constituyente de 1991, que promulgó la Constitución de ese año, por el Movimiento de Salvación Nacional de Álvaro Gómez Hurtado, de quien fue partidario.
Como periodista fue director del periódico conservador Eco Nacional. También fue Embajador en Venezuela y negoció con este país los límites con Colombia.
Falleció en Bogotá en abril de 1996.